# Vành đai Rhea

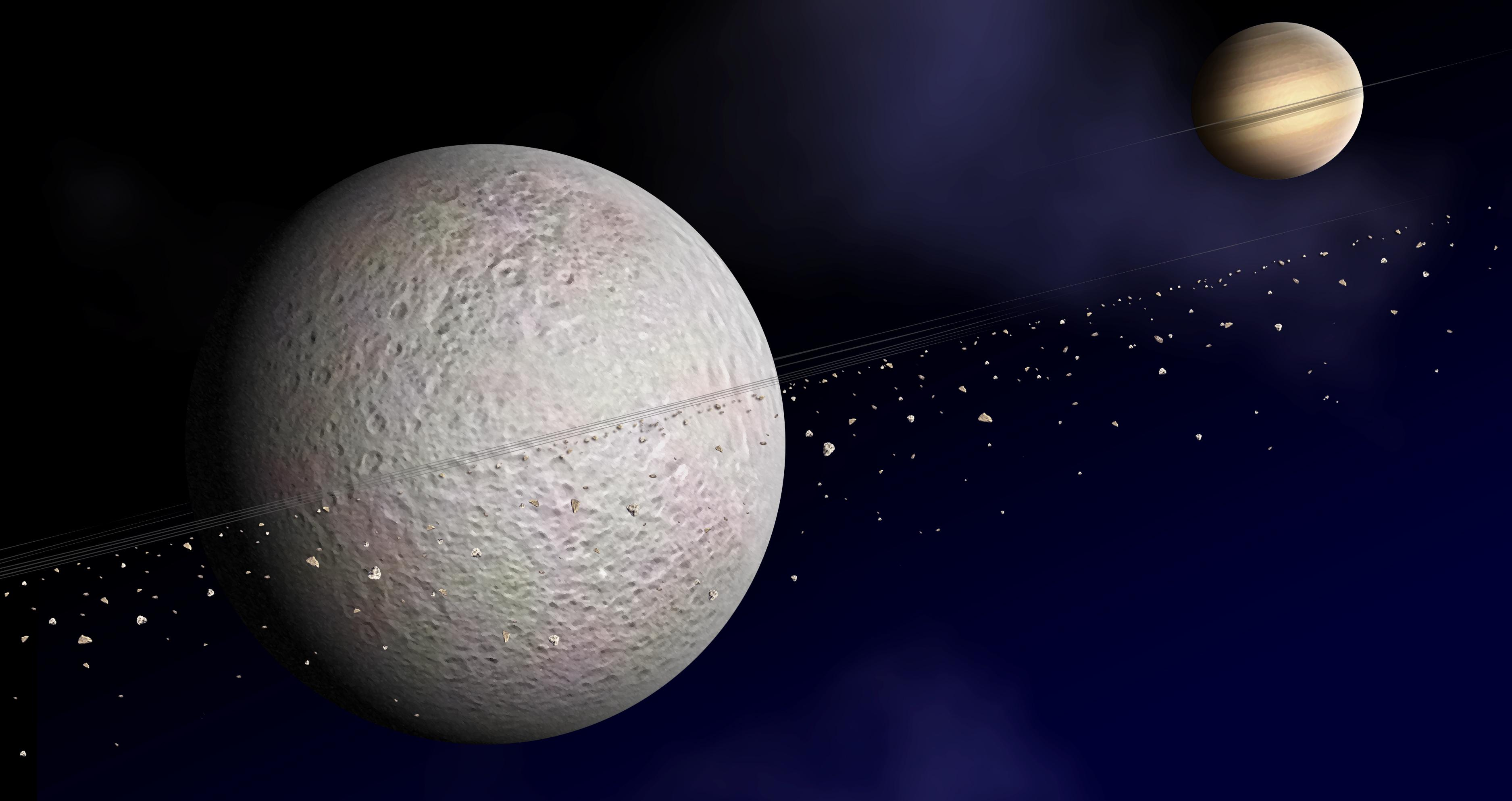
Minh họa vành đai của Rhea

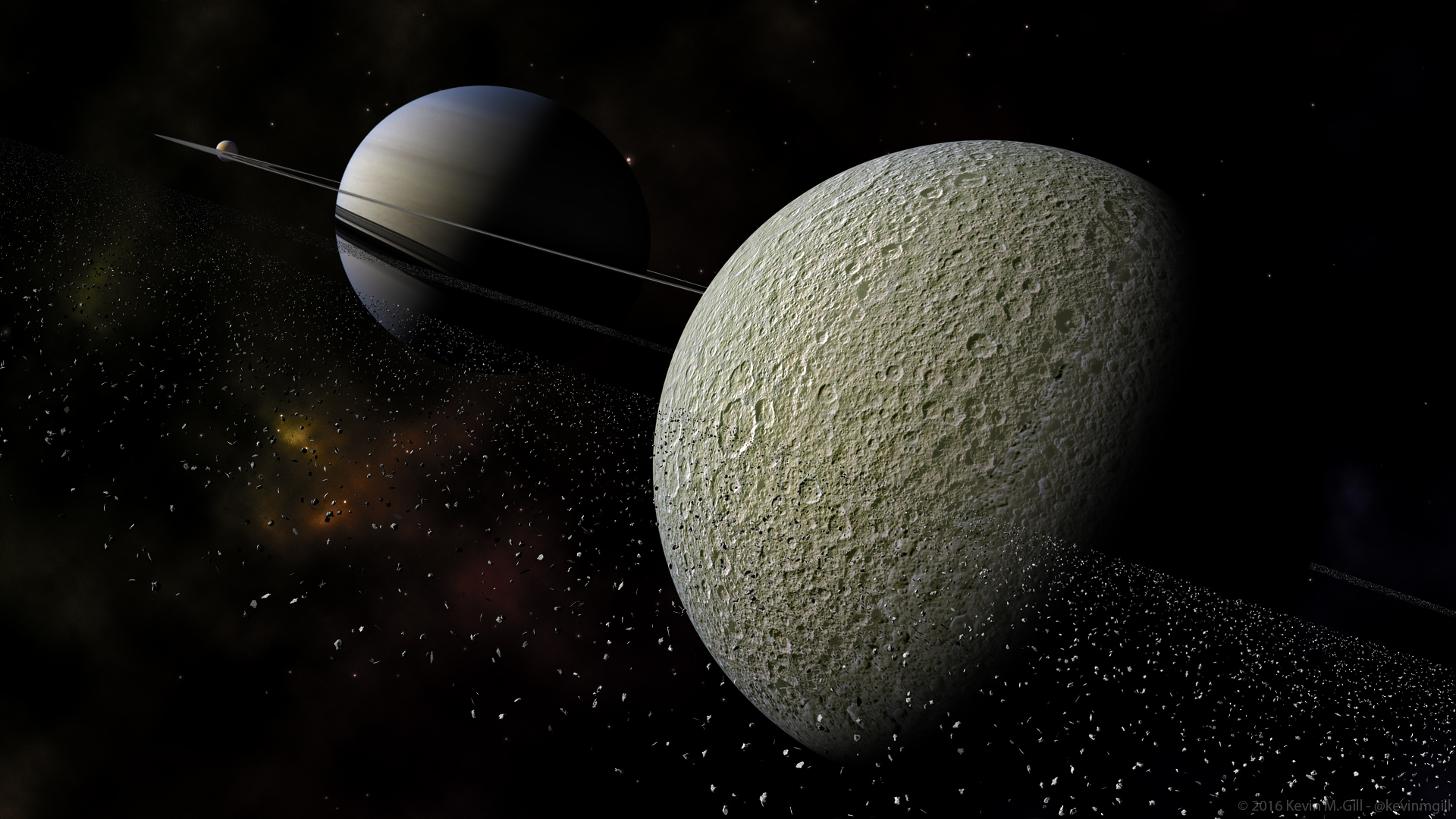
Vành đai Rhea

Ngày 6 tháng 3 năm 2008, NASA công bố việc phát hiện thấy một vành đai rất mỏng xung quanh Rhea. Đây là vành đai đầu tiên của một vệ tinh được phát hiện. Người ta phát hiện ra vành đai này nhờ những quan sát về sự thay đổi của dòng electron trong từ trường của Sao Thổ. Bụi và vụn đá xung quanh Rhea có thể được phát hiện ở biên vùng Hill của Rhea (vùng không gian chịu lực hấp dẫn của vệ tinh lớn hơn so với lực hấp dẫn của hành tinh chủ gây ra). Tuy vậy bụi và vụn đá tập trung dày hơn ở gần vệ tinh, tạo thành 3 dải vành đai hẹp quay quanh nó.